# Список астероїдів (7401—7500)
| Назва                                 | Тимчасове позначення | Дата відкриття    | Місце відкриття                         | Відкривач                                              |
| ------------------------------------- | -------------------- | ----------------- | --------------------------------------- | ------------------------------------------------------ |
| 7401 Тойнбі (Toynbee)                 | 1987 QW7             | 21 серпня 1987    | Обсерваторія Ла-Сілья                   | Ерік Вальтер Ельст                                     |
| (7402) 1987 YH                        | 1987 YH              | 25 грудня 1987    | YGCO (станція Тійода)                   | Такуо Кодзіма                                          |
| 7403 Хоустник (Choustnik)             | 1988 AV1             | 14 січня 1988     | Обсерваторія Клеть                      | Антонін Мркос                                          |
| (7404) 1988 AA5                       | 1988 AA5             | 13 січня 1988     | Обсерваторія Ла-Сілья                   | Анрі Дебеонь                                           |
| (7405) 1988 FF                        | 1988 FF              | 16 березня 1988   | Обсерваторія Кушіро                     | Сейджі Уеда, Хіроші Канеда                             |
| (7406) 1988 TD                        | 1988 TD              | 3 жовтня 1988     | Обсерваторія Кушіро                     | Сейджі Уеда, Хіроші Канеда                             |
| (7407) 1988 TL                        | 1988 TL              | 3 жовтня 1988     | Обсерваторія Кушіро                     | Сейджі Уеда, Хіроші Канеда                             |
| 7408 Йосіхіде (Yoshihide)             | 1989 SB              | 23 вересня 1989   | Обсерваторія Кані                       | Йосікане Мідзуно, Тошімата Фурута                      |
| (7409) 1990 BS                        | 1990 BS              | 21 січня 1990     | Обсерваторія Йорії                      | Масару Араї, Хіроші Морі                               |
| 7410 Кавадзое (Kawazoe)               | 1990 QG              | 20 серпня 1990    | Обсерваторія Ґейсей                     | Тсутому Секі                                           |
| (7411) 1990 QQ1                       | 1990 QQ1             | 22 серпня 1990    | Паломарська обсерваторія                | Генрі Гольт                                            |
| 7412 Лінней (Linnaeus)                | 1990 SL9             | 22 вересня 1990   | Обсерваторія Ла-Сілья                   | Ерік Вальтер Ельст                                     |
| 7413 Ґалібіна (Galibina)              | 1990 SH28            | 24 вересня 1990   | КрАО                                    | Журавльова Людмила Василівна, Ґ. Кастель               |
| 7414 Бош (Bosch)                      | 1990 TD8             | 13 жовтня 1990    | Обсерваторія Карла Шварцшильда          | Лутц Шмадель, Ф. Бернґен                               |
| 7415 Сусумуімото (Susumuimoto)        | 1990 VL8             | 14 листопада 1990 | Обсерваторія Ґейсей                     | Тсутому Секі                                           |
| 7416 Ліннанкоскі (Linnankoski)        | 1990 WV4             | 16 листопада 1990 | Обсерваторія Ла-Сілья                   | Ерік Вальтер Ельст                                     |
| (7417) 1990 YE                        | 1990 YE              | 19 грудня 1990    | Обсерваторія Йорії                      | Масару Араї, Хіроші Морі                               |
| 7418 Акасеґава (Akasegawa)            | 1991 EJ1             | 11 березня 1991   | Обсерваторія Кітамі                     | Тецуя Фудзі, Кадзуро Ватанабе                          |
| (7419) 1991 PN13                      | 1991 PN13            | 5 серпня 1991     | Паломарська обсерваторія                | Генрі Гольт                                            |
| 7420 Бюффон (Buffon)                  | 1991 RP11            | 4 вересня 1991    | Обсерваторія Ла-Сілья                   | Ерік Вальтер Ельст                                     |
| 7421 Кусака (Kusaka)                  | 1992 HL              | 30 квітня 1992    | Обсерваторія Яцуґатаке-Кобутізава       | Йошіо Кушіда, Осаму Мурамацу                           |
| (7422) 1992 LP                        | 1992 LP              | 3 червня 1992     | Паломарська обсерваторія                | Ґреґорі Леонард                                        |
| (7423) 1992 PT2                       | 1992 PT2             | 2 серпня 1992     | Паломарська обсерваторія                | Генрі Гольт                                            |
| (7424) 1992 PS6                       | 1992 PS6             | 6 серпня 1992     | Паломарська обсерваторія                | Генрі Гольт                                            |
| 7425 Лессінг (Lessing)                | 1992 RO5             | 2 вересня 1992    | Обсерваторія Ла-Сілья                   | Ерік Вальтер Ельст                                     |
| (7426) 1992 US4                       | 1992 US4             | 27 жовтня 1992    | Обсерваторія Дінік                      | Ацуші Суґіе                                            |
| (7427) 1992 VD                        | 1992 VD              | 2 листопада 1992  | Обсерваторія Уенохара                   | Нобухіро Кавасато                                      |
| (7428) 1992 YM                        | 1992 YM              | 24 грудня 1992    | Обсерваторія Ніхондайра                 | Такеші Урата                                           |
| 7429 Хосікава (Hoshikawa)             | 1992 YB1             | 24 грудня 1992    | Окутама                                 | Цуному Хіокі, Шудзі Хаякава                            |
| 7430 Коґуре (Kogure)                  | 1993 BV2             | 23 січня 1993     | Обсерваторія Кітамі                     | Кін Ендате, Кадзуро Ватанабе                           |
| (7431) 1993 FN41                      | 1993 FN41            | 19 березня 1993   | Обсерваторія Ла-Сілья                   | UESAC                                                  |
| (7432) 1993 HL5                       | 1993 HL5             | 23 квітня 1993    | Університетська обсерваторія Маунт-Джон | Алан Ґілмор, Памела Кілмартін                          |
| 7433 Пеллегріні (Pellegrini)          | 1993 KD              | 21 травня 1993    | Фарра-д'Ізонцо                          | Фарра-д'Ізонцо                                         |
| 7434 Осака (Osaka)                    | 1994 AB3             | 14 січня 1994     | Обсерваторія Оїдзумі                    | Такао Кобаяші                                          |
| 7435 Саґаміхара (Sagamihara)          | 1994 CZ1             | 8 лютого 1994     | Обсерваторія Кітамі                     | Кін Ендате, Кадзуро Ватанабе                           |
| 7436 Куроїва (Kuroiwa)                | 1994 CB2             | 8 лютого 1994     | Обсерваторія Кітамі                     | Кін Ендате, Кадзуро Ватанабе                           |
| 7437 Торрічеллі (Torricelli)          | 1994 EF3             | 12 березня 1994   | Обсерваторія Азіаґо                     | Вітторіо Ґоретті, Андреа Боаттіні                      |
| 7438 Місакатоґе (Misakatouge)         | 1994 JE1             | 12 травня 1994    | Обсерваторія Кума Коґен                 | Акімаса Накамура                                       |
| 7439 Тецуфусе (Tetsufuse)             | 1994 XG1             | 6 грудня 1994     | Обсерваторія Оїдзумі                    | Такао Кобаяші                                          |
| 7440 Завист (Zavist)                  | 1995 EA              | 1 березня 1995    | Обсерваторія Клеть                      | Мілош Тіхі                                             |
| 7441 Ласка (Laska)                    | 1995 OZ              | 30 липня 1995     | Обсерваторія Клеть                      | Яна Тіха, Мілош Тіхі                                   |
| 7442 Іноуехідео (Inouehideo)          | 1995 SC5             | 20 вересня 1995   | Обсерваторія Кітамі                     | Кін Ендате, Кадзуро Ватанабе                           |
| 7443 Цумура (Tsumura)                 | 1996 BR2             | 26 січня 1996     | Обсерваторія Оїдзумі                    | Такао Кобаяші                                          |
| (7444) 1996 TM10                      | 1996 TM10            | 9 жовтня 1996     | Обсерваторія Кушіро                     | Сейджі Уеда, Хіроші Канеда                             |
| 7445 Trajanus                         | 4116 P-L             | 24 вересня 1960   | Паломарська обсерваторія                | К. Й. ван Гаутен, І. ван Гаутен-Ґроневельд, Т. Герельс |
| 7446 Адріан (Hadrianus)               | 2249 T-2             | 29 вересня 1973   | Паломарська обсерваторія                | К. Й. ван Гаутен, І. ван Гаутен-Ґроневельд, Т. Герельс |
| 7447 Маркаврелій (Marcusaurelius)     | 1142 T-3             | 17 жовтня 1977    | Паломарська обсерваторія                | К. Й. ван Гаутен, І. ван Гаутен-Ґроневельд, Т. Герельс |
| 7448 Пьоллат (Pollath)                | 1948 AA              | 14 січня 1948     | Обсерваторія Маунт-Вілсон               | Вальтер Бааде                                          |
| 7449 Доллен (Dollen)                  | 1949 QL              | 21 серпня 1949    | Обсерваторія Гейдельберг-Кеніґштуль     | К. В. Райнмут                                          |
| 7450 Шиллінг (Shilling)               | 1968 OZ              | 24 липня 1968     | Астрономічна станція Серро Ель Робле    | Гурій Плюгін, Юрій Бєляєв                              |
| 7451 Вербицька (Verbitskaya)          | 1978 PU2             | 8 серпня 1978     | КрАО                                    | Черних Микола Степанович                               |
| 7452 Ізабелурія (Izabelyuria)         | 1978 QU2             | 31 серпня 1978    | КрАО                                    | Черних Микола Степанович                               |
| 7453 Словцов (Slovtsov)               | 1978 RV1             | 5 вересня 1978    | КрАО                                    | Черних Микола Степанович                               |
| 7454 Кевінрайтер (Kevinrighter)       | 1981 EW20            | 2 березня 1981    | Обсерваторія Сайдинг-Спрінг             | Ш. Дж. Бас                                             |
| 7455 Подосек (Podosek)                | 1981 EQ26            | 2 березня 1981    | Обсерваторія Сайдинг-Спрінг             | Ш. Дж. Бас                                             |
| 7456 Дорессундірам (Doressoundiram)   | 1982 OD              | 17 липня 1982     | Станція Андерсон-Меса                   | Едвард Бовелл                                          |
| 7457 Веселов (Veselov)                | 1982 SL6             | 16 вересня 1982   | КрАО                                    | Черних Людмила Іванівна                                |
| (7458) 1984 DE1                       | 1984 DE1             | 28 лютого 1984    | Обсерваторія Ла-Сілья                   | Анрі Дебеонь                                           |
| 7459 Джілбертофранко (Gilbertofranco) | 1984 HR1             | 28 квітня 1984    | Обсерваторія Ла-Сілья                   | Вінченцо Дзаппала                                      |
| 7460 Джулініколес (Julienicoles)      | 1984 JN              | 9 травня 1984     | Паломарська обсерваторія                | Джеймс Ґібсон                                          |
| 7461 Качмокіам (Kachmokiam)           | 1984 TD              | 3 жовтня 1984     | Гарвардська обсерваторія                | Обсерваторія Ок-Ридж                                   |
| 7462 Ґренобль (Grenoble)              | 1984 WM1             | 20 листопада 1984 | Станція Андерсон-Меса                   | Едвард Бовелл                                          |
| 7463 Окаваміне (Oukawamine)           | 1985 SB              | 20 вересня 1985   | Обсерваторія Ґейсей                     | Тсутому Секі                                           |
| 7464 Віпера (Vipera)                  | 1987 VB1             | 15 листопада 1987 | Обсерваторія Клеть                      | Антонін Мркос                                          |
| 7465 Мунканбер (Munkanber)            | 1989 UA3             | 31 жовтня 1989    | Стейкенбрідж                            | Браян Маннінґ                                          |
| (7466) 1989 VC2                       | 1989 VC2             | 2 листопада 1989  | Окутама                                 | Цуному Хіокі, Нобухіро Кавасато                        |
| (7467) 1989 WQ1                       | 1989 WQ1             | 25 листопада 1989 | Обсерваторія Кушіро                     | Сейджі Уеда, Хіроші Канеда                             |
| 7468 Анфімов (Anfimov)                | 1990 UP11            | 17 жовтня 1990    | КрАО                                    | Черних Людмила Іванівна                                |
| 7469 Крикалев (Krikalev)              | 1990 VU14            | 15 листопада 1990 | КрАО                                    | Черних Людмила Іванівна                                |
| 7470 Джаббервок (Jabberwock)          | 1991 JA              | 2 травня 1991     | Обсерваторія Ніхондайра                 | Такеші Урата                                           |
| (7471) 1991 YD                        | 1991 YD              | 28 грудня 1991    | Обсерваторія Уенохара                   | Нобухіро Кавасато                                      |
| 7472 Кумакірі (Kumakiri)              | 1992 CU              | 13 лютого 1992    | Сусоно                                  | Макіо Акіяма, Тошімата Фурута                          |
| (7473) 1992 EC4                       | 1992 EC4             | 1 березня 1992    | Обсерваторія Ла-Сілья                   | UESAC                                                  |
| (7474) 1992 TC                        | 1992 TC              | 1 жовтня 1992     | Обсерваторія Сайдинг-Спрінг             | Роберт Макнот                                          |
| 7475 Каїдзука (Kaizuka)               | 1992 UX5             | 28 жовтня 1992    | Обсерваторія Кітамі                     | Кін Ендате, Кадзуро Ватанабе                           |
| 7476 Огілсбі (Ogilsbie)               | 1993 GE              | 14 квітня 1993    | Каталінський огляд                      | Тімоті Спар                                            |
| (7477) 1993 LC                        | 1993 LC              | 13 червня 1993    | Паломарська обсерваторія                | Генрі Гольт                                            |
| 7478 Гассе (Hasse)                    | 1993 OA4             | 20 липня 1993     | Обсерваторія Ла-Сілья                   | Ерік Вальтер Ельст                                     |
| (7479) 1994 EC1                       | 1994 EC1             | 4 березня 1994    | Обсерваторія Кушіро                     | Сейджі Уеда, Хіроші Канеда                             |
| 7480 Norwan                           | 1994 PC              | 1 серпня 1994     | Паломарська обсерваторія                | Керолін Шумейкер, Юджин Шумейкер                       |
| 7481 Сан-Марчелло (San Marcello)      | 1994 PA1             | 11 серпня 1994    | Обсерваторія Пістоїєзе                  | Андреа Боаттіні, Маура Томбеллі                        |
| (7482) 1994 PC1                       | 1994 PC1             | 9 серпня 1994     | Обсерваторія Сайдинг-Спрінг             | Роберт Макнот                                          |
| 7483 Секітакакадзу (Sekitakakazu)     | 1994 VO2             | 1 листопада 1994  | Обсерваторія Кітамі                     | Кін Ендате, Кадзуро Ватанабе                           |
| 7484 Доґо Онсен (Dogo Onsen)          | 1994 WF4             | 30 листопада 1994 | Обсерваторія Кума Коґен                 | Акімаса Накамура                                       |
| 7485 Чанчунь (Changchun)              | 1994 XO              | 4 грудня 1994     | Станція Аясі обсерваторії Сендай        | Масахіро Коїсікава                                     |
| 7486 Хамабе (Hamabe)                  | 1994 XJ1             | 6 грудня 1994     | Обсерваторія Оїдзумі                    | Такао Кобаяші                                          |
| 7487 Тосітанака (Toshitanaka)         | 1994 YM              | 28 грудня 1994    | Обсерваторія Оїдзумі                    | Такао Кобаяші                                          |
| 7488 Робертпауль (Robertpaul)         | 1995 KB1             | 27 травня 1995    | Огляд Каталіна                          | Карл Гердженротер                                      |
| 7489 Орібе (Oribe)                    | 1995 MX              | 26 червня 1995    | Огляд Каталіна                          | Карл Гердженротер                                      |
| 7490 Бабічка (Babicka)                | 1995 OF1             | 31 липня 1995     | Обсерваторія Ондржейов                  | Петр Правец                                            |
| 7491 Лінзераґ (Linzerag)              | 1995 SD2             | 23 вересня 1995   | Обсерваторія Сан-Вітторе                | Обсерваторія Сан-Вітторе                               |
| 7492 Каченка (Kacenka)                | 1995 UX              | 21 жовтня 1995    | Обсерваторія Ондржейов                  | Петр Правец                                            |
| 7493 Хайрзо (Hirzo)                   | 1995 US2             | 24 жовтня 1995    | Обсерваторія Клеть                      | Яна Тіха                                               |
| 7494 Сівангунчен (Xiwanggongcheng)    | 1995 UV48            | 28 жовтня 1995    | Станція Сінлун                          | SCAP                                                   |
| 7495 Фейнман (Feynman)                | 1995 WS4             | 22 листопада 1995 | Обсерваторія Клеть                      | Мілош Тіхі, Зденек Моравец                             |
| 7496 Мирославголуб (Miroslavholub)    | 1995 WN6             | 27 листопада 1995 | Обсерваторія Клеть                      | Мілош Тіхі                                             |
| 7497 Ґуанцайшіє (Guangcaishiye)       | 1995 YY21            | 17 грудня 1995    | Станція Сінлун                          | SCAP                                                   |
| 7498 Бланік (Blanik)                  | 1996 BF              | 16 січня 1996     | Обсерваторія Клеть                      | Зденек Моравец                                         |
| 7499 Л'Акуїла (L'Aquila)              | 1996 OO2             | 24 липня 1996     | Станція Кампо Імператоре                | Андреа Боаттіні, Андреа Ді Паола                       |
| 7500 Сассі (Sassi)                    | 1996 TN              | 3 жовтня 1996     | Фарра-д'Ізонцо                          | Фарра-д'Ізонцо                                         |

| Астероїди 1—10000 → |           |           |           |           |           |           |           |           |            |
| 1—100               | 1001—1100 | 2001—2100 | 3001—3100 | 4001—4100 | 5001—5100 | 6001—6100 | 7001—7100 | 8001—8100 | 9001—9100  |
| 101—200             | 1101—1200 | 2101—2200 | 3101—3200 | 4101—4200 | 5101—5200 | 6101—6200 | 7101—7200 | 8101—8200 | 9101—9200  |
| 201—300             | 1201—1300 | 2201—2300 | 3201—3300 | 4201—4300 | 5201—5300 | 6201—6300 | 7201—7300 | 8201—8300 | 9201—9300  |
| 301—400             | 1301—1400 | 2301—2400 | 3301—3400 | 4301—4400 | 5301—5400 | 6301—6400 | 7301—7400 | 8301—8400 | 9301—9400  |
| 401—500             | 1401—1500 | 2401—2500 | 3401—3500 | 4401—4500 | 5401—5500 | 6401—6500 | 7401—7500 | 8401—8500 | 9401—9500  |
| 501—600             | 1501—1600 | 2501—2600 | 3501—3600 | 4501—4600 | 5501—5600 | 6501—6600 | 7501—7600 | 8501—8600 | 9501—9600  |
| 601—700             | 1601—1700 | 2601—2700 | 3601—3700 | 4601—4700 | 5601—5700 | 6601—6700 | 7601—7700 | 8601—8700 | 9601—9700  |
| 701—800             | 1701—1800 | 2701—2800 | 3701—3800 | 4701—4800 | 5701—5800 | 6701—6800 | 7701—7800 | 8701—8800 | 9701—9800  |
| 801—900             | 1801—1900 | 2801—2900 | 3801—3900 | 4801—4900 | 5801—5900 | 6801—6900 | 7801—7900 | 8801—8900 | 9801—9900  |
| 901—1000            | 1901—2000 | 2901—3000 | 3901—4000 | 4901—5000 | 5901—6000 | 6901—7000 | 7901—8000 | 8901—9000 | 9901—10000 |